# Harsianon
Harsianon ([Χαρσιανόν] Napaka: {{Jezik-xx}}: transliteration text not Latin script (pos $1) (pomoč)) je bila bizantinska trdnjava in tema (vojaško-civilno okrožje) v Kapadokiji v vzhodni Anatoliji v sedanji Turčiji. 

## Zgodovina
Trdnjava Harsianon (Χαρσιανόν καστρον, Charsianon kastron, arabsko Qal'e-i Ḥarsanōs) se prvič omenja leta 638 med prvim valom muslimanskih osvajanj. Ime naj bi dobila po Harsiju, generalu Justinijana I. Trdnjava se zdaj enači z ruševinami Muşalikalesi, nekoč Muşali Kale, v okrožju Akdağmadeni v provinci Yozgat.
Arabci so Harsianon prvič zavzeli leta 730. Med bizantinsko-arabskimi vojnami v naslednjem stoletju je večkrat menjal gospodarja. V 8. stoletju je pripadal Armenski temi in je bil sedež vojaškega in teritorialnega okrožja (turma).
V zgodnjem 9. stoletju je trdnjava postala središče kleisure, samostojnega upravnega utrjenega obmejnega okrožja. Nekje med letoma 863 in 873 je dobila status teme. K njej so bile priključene sosednje Bukelarska, Armenska in Kapadoška tema. Uvrščena je bila v srednji razred tem, njeni vladajoči strategi pa so prejemali letno plačo 20 funtov zlata in poveljevali, glede na arabske vire, 4000 možem in štirim trdnjavam.
V 10. stoletju je Harsianonska tema postala glavna trdnjava zemljiške vojaške aristokracije, zlasti velikih klanov Argiros in Maleinos. Po letu 1045 je bilo tam naseljenih veliko število Armencev, vključno z nekdanjim kraljem Gagikom II. (vladal 1042–1045), kar je povzročilo trenja med njimi in lokalnimi Grki. Po bitki pri Manzikertu leta 1071 so temo osvojili  Seldžuki in jo dali Danišmendom.  Gagik II. je izpričan kot zadnji dux Harsianona v letih 1072–1073.